# 大寅縣
大寅縣，梁代設置的縣，屬巴西郡。唐武德元年，改巴西郡為隆州，領閬中縣、南部縣、蒼溪縣、南充縣、相如縣、西水縣、三城縣、奉國縣、儀隴縣、大寅十縣。同年，割巴州之安固縣、伏虞縣，隆州之儀隴縣、大寅，渠州之宕渠縣、咸安縣等六縣，置蓬州，開元初，蓬州移治大寅縣，至後不改。大寅縣舊治斗子山，後移治鬬壇口。廣德元年更名蓬池縣。